# Tapirira rubrinervis
Tapirira rubrinervis är en sumakväxtart som beskrevs av A.S. Barfod. Tapirira rubrinervis ingår i släktet Tapirira och familjen sumakväxter. Inga underarter finns listade i Catalogue of Life.